# Akershus (hrad)
Akershus je hrad a pevnost v norském hlavním městě Oslu. Jeho stavba byla zahájena okolo roku 1300 králem Haakonem V. Pevnost je dodnes využívána armádou, je však částečně přístupná i veřejnosti. Nachází se v ní mimo jiné hrobky několika členů královské rodiny a dvě muzea s vojenskou tematikou. Z hradeb je výhled na přístav a centrum Osla včetně tamní radnice.

## Historie
Roku 1287 se muselo Oslo bránit odbojnému norskému šlechtici Alva Erlingssonovi. Na základě těchto událostí se rozhodlo o vybudování pevnosti. Předpokládá se, že hrad byl postaven v období let 1299–1304 za krále Haakona V. Norského. První písemná zmínka o hradu Askershus pochází z roku 1300. Během staletí pevnost několikrát čelila nepřátelských švédských vojsk. 
Během let 1588–1648 byl hrad na popud dánského a norského krále Kristiána IV. Dánského přestavován. V roce 1604 byla dokončena první etapa výstavby, kdy byl hrad obehnán novým opevněním podle italského pevnostního stylu: hliněnými valy s kamennými vnějšími stěnami. Další přestavba probíhala během let 1616–1646, během kterých se středověké sídlo změnilo na renesanční zámek. Zbytky staré hlavní věže byly zbořeny a byly postaveny dvě nové schodišťové věže. Byly vylepšeny a bohatě zařízeny královské pokoje. Kristián IV. Dánský chtěl aby zámek stal součástí města, takže nařídil novou výstavbu města až ke hradbám Askerhusu.
Okolo roku 1750 pevnost zastarala a od té doby neměla žádný zvláštní vojenský význam. Poté co Norsko roku 1814 vstoupilo do unie se Švédskem, byl zrušen statut pevnosti a části vnějších zdí byly zbořeny. V důsledku ztráty vojenské hodnoty objekt od roku 1814 chátral. Vnější části byly uvolněny pro výstavbu nových budov pro veřejné i soukromé účely jako například Christiania Theatre nebo Norges Bank. Budovy pevnosti sloužily k různým účelům, mimo jiné jako sklad norského národního archivu, který zde byl až do roku 1866.
V důsledku pokračujícího chátrání objektu se objevily návrhy na zbourání celého objektu. Ke konci 19. století bylo nakonec rozhodnuto objekt rekonstruovat. Rozsáhlé restaurátorské práce trvaly od konce 19. století až do roku 1960. V prvních letech se obnova soustředila na opravu poškozeného zdiva, sklepů, podlah a střešních konstrukcí. Větší renovace probíhaly až do finálního dokončení v roce 1960.
Areál pevnosti je na ploše kolem 170 akrů. Vnitřní pevnostní areál je obehnán hradbami. Přestože je pevnost Askerhus vojenskou oblastí, je denně zpřístupněna pro veřejnost.

## Velitelé pevnosti
Následující seznam obsahuje jména všech velitelů pevnosti spolu s rokem, kdy se ujali velení:
- 1629 Ove Gedde
- 1654 Georg Reichwein
- 1662 Hans Jacob Schort
- 1670 Michael Opitz
- 1676 Frants Eberhard von Speckhan
- 1679 Ejler Jensen Visborg
- 1680 Hans Brostrup Schort
- 1687 Anton Coucheron
- 1690 Nikolaj de Seve
- 1706 Hans Frederik Legel
- 1708 Ernst Bugislav Waldau
- 1709 Johan Frederik Münnich
- 1711 Nikolaj Sibbern
- 1712 Jørgen Christopher von Klenow
- 1719 Georg von Bertouch
- 1740 Johan Frederik Leben
- 1744 Jonas Bjørnsen
- 1762 Frans Grabow
- 1772 Christopher Frederik Ingenhaeff
- 1774 Hans Jacob Henning Hesselberg
- 1806 Frederik Gotskalk Haxthausen
- 1919 Karlem Bullem
- 1936 Jacob Hvinden Haug
- 1945 Johann Beichmann
- 1968 Christian Roy Kaldager
- v současnosti Geir Holmenes